# Billy Cox

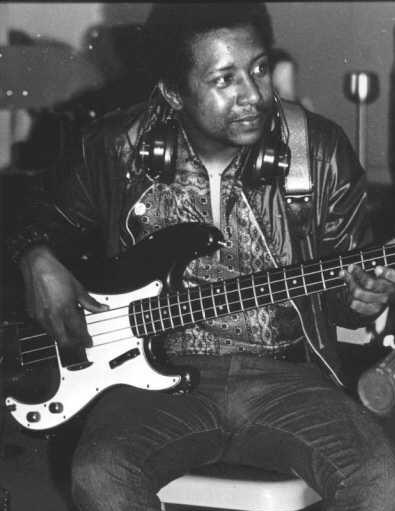
Billy Cox

William „Billy” Cox (n. 18 octombrie 1941 în Wheeling, West Virginia) este un basist, cel mai bine cunoscut pentru activitatea alături de chitaristul Jimi Hendrix.